# Niaz Sallem
Niaz Sallem, né le 10 mai 1988 à Sfax, est un joueur tunisien de volley-ball. Il mesure 1,81 m et joue en tant que réceptionneur-attaquant.

## Palmarès

### Équipe nationale
- Championnat du monde
  - 19e en 2010 ( Italie)

### Clubs
- Championnat du monde des clubs
  - 5e en 2013 ( Brésil)
- Championnat d'Afrique des clubs
  -  Vainqueur en 2013 ( Libye)
- Coupe arabe des clubs champions
  -  Vainqueur en 2013 ( Liban)
- Championnat de Tunisie
  -  Vainqueur en 2013
- Coupe de Tunisie
  -  Vainqueur en 2013
- Championnat du Koweït
  -  Vainqueur en 2012

### Autres
- Vainqueur du Tournoi international de Bani Yas en 2012 ( Émirats arabes unis)